# Sylvia Wortmann
Sylvia Wortmann (Veendam, 31 maart 1956) is een Nederlandse juriste die sedert 1 maart 2004 lid van de Raad van State is. Voorts is zij bijzonder hoogleraar personen- en familierecht aan de Rijksuniversiteit Groningen en de Universiteit Leiden.

## Nevenfuncties
- Rechter-plaatsvervanger bij de Rechtbank Den Haag (sinds 1988, nu sluimerend)
- Raadsheer-plaatsvervanger bij het Gerechtshof Amsterdam;
- Bijzonder hoogleraar personen-, familie- en jeugdrecht aan de Rijksuniversiteit Groningen;
- Medewerker van het Tijdschrift voor Familie- en Jeugdrecht;
- Hoofdredacteur van de losbladige serie Personen- en Familierecht (Groene Kluwer);
- Lid van de programmacommissie SARO III (Stimuleringsactie rechtswetenschappelijk onderzoek), NWO;
- Vaste annotator van de Nederlandse Jurisprudentie (NJ);
- Lid van de raad van toezicht van het Medisch Centrum Haaglanden;
- Voorzitter van de jury voor de scriptieprijs van de Academie voor wetgeving;
- Voorzitter van de geschillencommissie voor geschillen als bedoeld in artikel 9.39 Wet op het hoger onderwijs en wetenschappelijk onderzoek (WHW) (Geschillencommissie medezeggenschap hoger onderwijs).